# Manuel Doménech Pinto
Manuel Doménech Pinto (Castelló de la Plana, 4 dicembre 1925 – 15 dicembre 2005) è stato un calciatore e allenatore di calcio spagnolo.

## Carriera

### Club
Esordì nella Primera División spagnola con il Castellón il 28 febbraio 1943 contro il Saragozza. Nel 1946 si trasferì al Siviglia. Disputò 12 stagioni con la squadra andalusa vincendo la Coppa del Generalissimo 1947-1948.
Nel 1958 si trasferì al Racing Santander, in Segunda División. Militò per un anno con la squadra cantabrica prima di ritornare al Castellón dove si ritirò dal calcio giocato.

### Nazionale
Debuttò con la Nazionale spagnola il 5 giugno 1955 in occasione di un'amichevole vinta per 0-3 contro la Svizzera allo stadio Charmilles di Ginevra. Collezionò in totale tre presenze.

## Palmarès

### Club

#### Competizioni nazionali
- Coppa di Spagna: 1

Siviglia: 1948